# L'últim milionari
L'últim milionari (títol original en francès Le dernier milliardaire) és una pel·lícula de comèdia  francesa de 1934 dirigida per René Clair i protagonitzada per Max Dearly, Marthe Mellot i Renée Saint-Cyr. La pel·lícula es basa en un petit regne europeu fictici que està a punt de trencar-se. Ha estat doblada al català.
Va ser rodada als estudis Joinville de París. Els decorats de la pel·lícula van ser dissenyats pels director d'art Lucien Aguetand i Lucien Carré. Va ser l'última pel·lícula que Clair va fer a França fins al 1947, quan es va traslladar a Gran Bretanya i després als Estats Units.

## Sinopsi
Quan el petit principat de Casinario a la vora de la fallida rep la visita del Sr. Banco, l'home més ric del món, veu en ell un salvador providencial i el converteix en el seu dictador. El senyor Banco rep un cop al cap i la commoció cerebral li fa perdre el cap. Però el poble i la classe política de Casinario, cada cop més servil, veuen en els seus decrets imbècils només l'expressió del sentit comú.

## Repartiment
- Max Dearly com a Banco
- Marthe Mellot com a reina de Casinario
- Renée Saint-Cyr com a princesa Isabelle
- Sinoël com a primer ministre
- Charles Redgie com el príncep hereu Nicolas
- Marcel Carpentier com el detectiu Brown
- Paul Ollivier com a xambel·là
- Raymond Cordy com a Valet
- José Noguero com a cap de banda
- Raymond Aimos com a Le mendiant
- Christian Argentin com a ministre de finances
- Jean Aymé com a Un ministre
- Eddy Debray com a Un ministre